# Нижня Убить
Нижня Уби́ть (рос. Нижняя Убыть) — присілок в Глазовському районі Удмуртії, Росія.

## Населення
Населення — 19 осіб (2010; 28 в 2002).
Національний склад станом на 2002 рік:
- удмурти — 78 %

## Урбаноніми[3]
- вулиці — Берегова, Кіровська